# Askö
För andra betydelser, se Askö (olika betydelser).

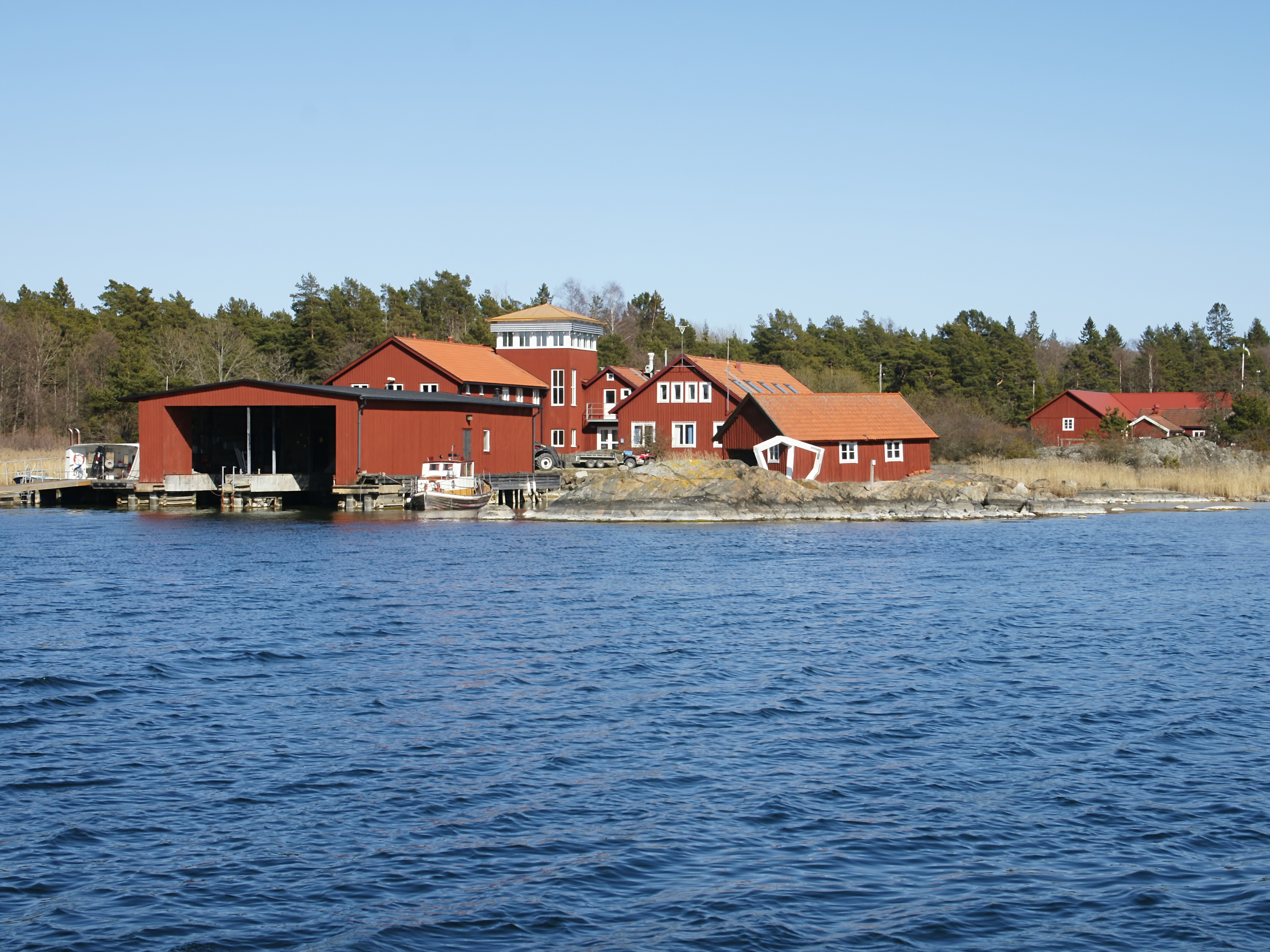
Askölaboratoriet

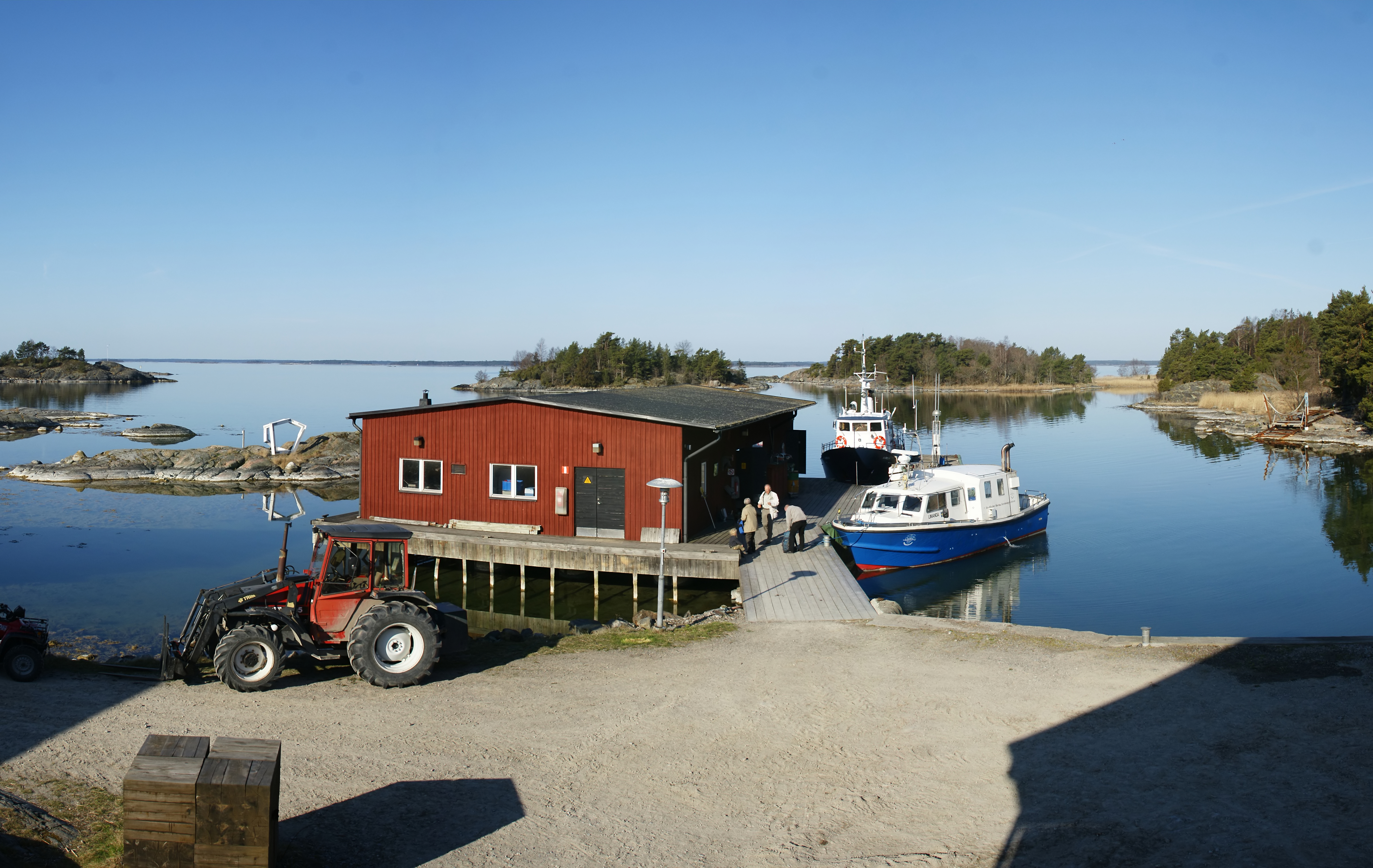
R/V Aurelia längst bort, vid Askölaboratoriet, 2009

Askö är en ö i Trosa kommun i Södermanlands län. Genom landhöjningen är Askö numera förenad med Bokö.
Askö omtalas i Kung Valdemars segelled på 1200-talet. Bebyggelse finns dokumenterad sedan 1500-talet. Senare var bebyggelsen på Askö indelad i Norra Askö och Södra Askö, där det låg tre gårdar. Jordbruket vid Norra Askö lades ned 1960 och 1961 övertogs bebyggelsen där av Askölaboratoriet. Vid mellangården på Södra Askö bedriver en arrendator fortfarande småskaligt jordbruk. Under 1930-talet använde Gustav V ön för älgjakt. Askö skänktes 1996 till Carl XVI Gustaf som present på hans 50-årsdag.
För ön och dess omgivande vatten har Askö naturreservat inrättats.

## Askötorp
En torpare finns omtalad på ön 1568, den nuvarande gården ligger troligen på samma plats. Bebyggelsen består av en putsad parstuga målad i gulvitt. Mittemot denna står en timrad dubbelbod med en kammare, båda från 1700-talet. Lika gammalt är möjligen det timrade fähuset på gården som byggts om till bostadsrum. Ladugården och logen är också timrade, uppförda efter 1874. Här finns även ett äldre bostadshus som byggts om i etapper från en äldre ekonomibyggnad. I vinkel står ett hus med bod och bostadsrum. På 1980-talet fanns ännu tre timrade sjöbodar med vasstak under de modernare tegeltaken bevarade, liksom ett omkring 1920 uppfört båthus för en skötbåt.
Huvuddelen av inventarierna från Askötorp förvaras idag på museet i Trosa.
På ön finns även en pestkyrkogård som består av ett stenomgärdat område utan gravstenar.

## Askölaboratoriet

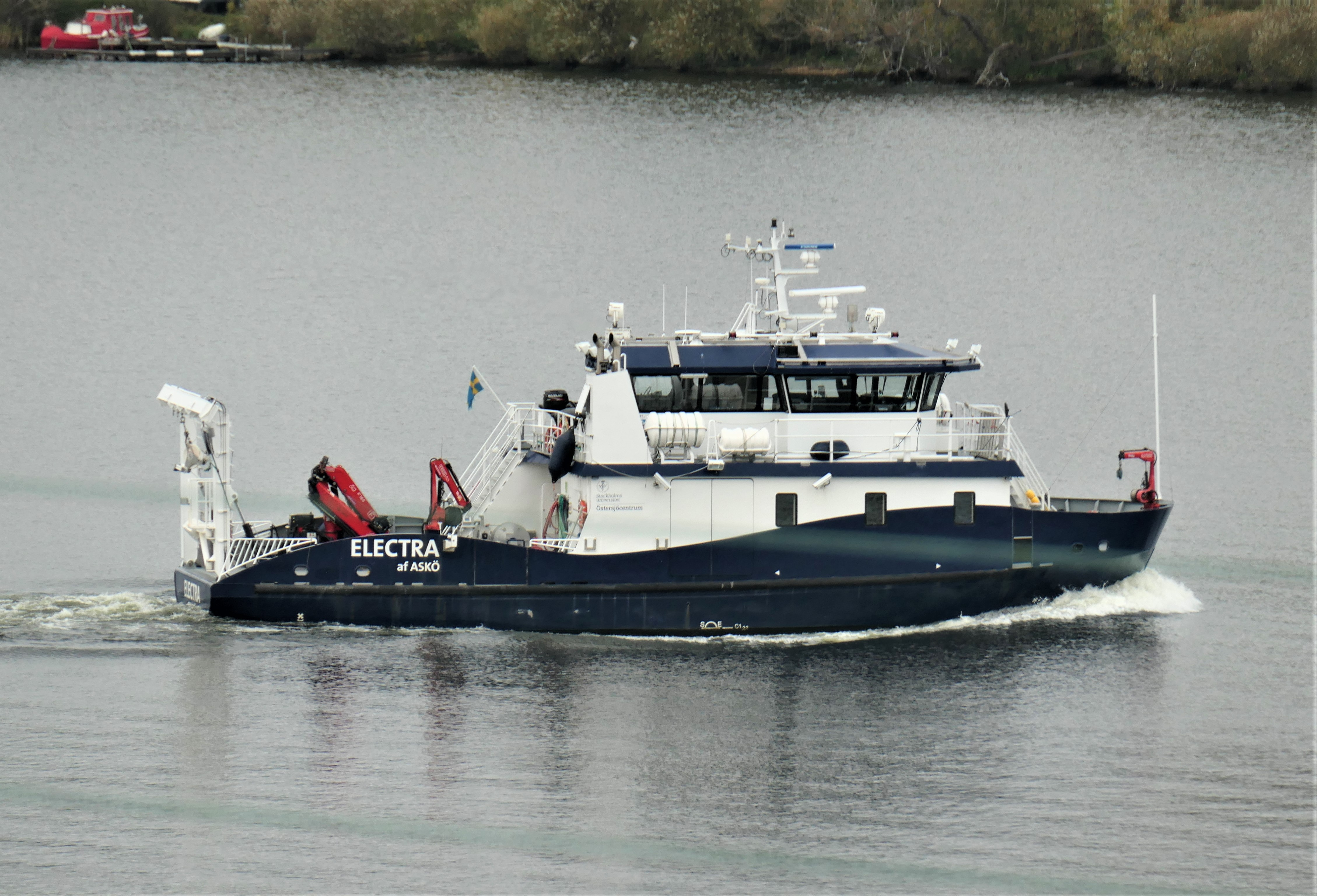
Forskningsfartyget R/V Electra af Askö på Mälaren i oktober 2021.

På Askö finns Askölaboratoriet, en fältstation för marin forskning som drivs av Stockholms universitet och sedan 1 januari 2013 är en del av Östersjöcentrum. Askölaboratoriet är öppet för alla som vill bedriva marin forskning i Östersjön. På Askö pågår forskning, utbildning och miljöövervakning året runt. Där finns förutom några mindre motorbåtar fartygen R/V Electra och Nordic Sonar (k3atamaran). Det sistnämnda ersatte
R/V Limanda, som funnits på Asköstationen sedan 1980-talet.

## Askö skjutfält
Den sydöstra spetsen av Askö, Kolguskär och några omgivande vattenområden bildar ett skjutfält som sköts av Stockholms amfibieregemente.